# Francisco Cubelos
Francisco Cubelos Sanchez (Talavera de la Reina, 8 ottobre 1992) è un canoista spagnolo, campione d'europa a Plovdiv 2017 nel K4-1000 metri.

## Biografia
Ha rappresentato la Spagna ai Giochi olimpici estivi di Londra 2012 nella specialità del K1 1000 metri, dove ha concluso in settima posizione in classifica.

## Palmarès
| Anno | Manifestazione          | Sede             | Evento    | Risultato | Prestazione | Note |
| ---- | ----------------------- | ---------------- | --------- | --------- | ----------- | ---- |
| 2012 | Europei                 | Zagabria         | K1 1000m  | Bronzo    | 3'29"422    |      |
| 2012 | Giochi olimpici         | Londra           | K1 1000 m | 7°        | 3'32"521    |      |
| 2013 | Giochi del Mediterraneo | Adana            | K1 1000 m | Oro       | 3'31"426    |      |
| 2016 | Europei                 | Mosca            | K4 500m   | Bronzo    | 1'21"228    |      |
| 2017 | Europei                 | Plovdiv          | K2 1000m  | Bronzo    | 3'14"056    |      |
| 2017 | Europei                 | Plovdiv          | K4 1000m  | Oro       | 2'54"374    |      |
| 2017 | Mondiali                | Račice           | K2 1000m  | 6°        | 3'12"797    |      |
| 2018 | Europei                 | Belgrado         | K2 1000m  | Bronzo    | 3'06"750    |      |
| 2018 | Mondiali                | Montemor-o-Velho | K2 1000m  | Argento   | 3'16"617    |      |
| 2018 | Mondiali                | Montemor-o-Velho | K4 1000m  | Bronzo    | 2'59"341    |      |
| 2019 | Giochi europei          | Minsk            | K2 1000m  | 6°        | 3'20"215    |      |
| 2019 | Giochi europei          | Minsk            | K1 5000m  | 7°        | 22'31"388   |      |
| 2019 | Mondiali                | Seghedino        | K2 1000m  | Argento   | 3'21"79     |      |
| 2019 | Mondiali                | Seghedino        | K1 5000m  | 7°        | 20'38"94    |      |